# Coupe de Belgique de football 1934-1935
Navigation
Edition précédente Edition suivante
Cet article présente la cinquième édition de la Coupe de Belgique.
En 1926, l'URBSFA a relancé le principe de la Coupe. Mais elle n'est rejouée qu'une seule saison par les clubs. Dès la saison suivante l'épreuve concerne des « sélections provinciales ».
Les des saisons 1927-28 et 1928-29, la Fédération belge mit sur pied, simultanément, trois épreuves distinctes. L'une oppose des « sélections provinciales » de clubs des « hautes divisions », une autre des sélections des « divisions inférieures » tandis qu'une troisième compétition ne concerne que des sélections de joueurs d'équipes considérées comme « Juniores ». Il s'agit là d'une catégorie de club n'ayant aucun rapport avec l'âge, comme c'est le cas de nos jours. En 1929-30 et 1930-31, la « Coupe » se limite à des équipes de catégories Juniores ou Scolaires, toujours de sélections provinciales. Il ne s'agit toujours pas d'un rapport d'âge mais bien de « catégorie d'équipes ». Une équipe « Juniore » ou « Scolaire » ne peut pas encore prendre part aux championnats donnant lieu à des montées ou descentes.
Après cette édition 1934-1935, la Coupe de Belgique est de nouveau mise de côté. Une édition lancée en 1944, sous la dénomination Coupe de Belgique de Division d'Honneur, s'arrête au niveau des quarts de finale, en raison des conditions particulières de la Guerre. Pour connaître sa sixième édition, l'épreuve va en fait patienter jusqu'en 1953 !
Lors de cette 5e édition, le trophée revint dans la capitale pour la 4e fois, avec la victoire du Daring Club de Bruxelles Société Royale.

## Fonctionnement - Règlement
Le principe de matches à élimination directe fut appliqué comme il se doit pour une épreuve de Coupe. En cas d'égalité à la fin du temps réglementaires, les équipes ne disputent pas de prolongation et un tirage au sort (pile ou face)  désigne le qualifié.

### Défections de marque
Cette 5e édition ne s'adresse qu'aux cercles des séries nationales. Sur les 98 équipes concernées, 27 ne rentrent pas leur bulletin d'inscription. Parmi les défections, la plus remarquée est celle de l'Union Saint-Gilloise, le véritable club phare de l'époque. Durant cette saison 1934-1935, la "Glorieuse Union" atteint le nombre record de 60 matchs consécutifs sans défaite (série entamée le 8 janvier 1933 par un partage 2-2 au Liersche SK et seulement stoppée le 10 février 1935 avec un revers 2-0 au...Daring, le grand rival).
L'Union est aussi un double ancien vainqueur (1913 et 1914). Comme le Racing CB (victoire lors de la 1re édition en 1912) et le CS Brugeois (tenant du trophée depuis la dernière édition en date en 1927), aucun ancien vainqueur ne participe. Un cas de figure resté unique.
Les non-inscriptions sont en grande partie dues au fait que l'épreuve 1934-1935 n'est programmée qu'en fin de saison, après la fin des championnats. On constate aussi qu'un seul (Knokke FC) des neuf clubs de Flandre occidentale participe à l'épreuve. On présume que la raison principale de leur rejet est les longs déplacements éventuels à devoir effectués en "arrière-saison".
| Abréviations des Divisions - (DH) : club évoluant en Division d'Honneur (D1) - (I) : club évoluant en Division 1 (D2) - (P) : club évoluant en Promotion (D3) - N-I : clubs non-inscrits | \| Province \| DH \| D1 \| P \| N-I \| Total séries nationales \| Part' \| \| ------------------- \| -- \| -- \| -- \| --- \| ----------------------- \| ----- \| \| Anvers \| 6 \| 6 \| 6 \| 6 \| 24 \| 18 \| \| Brabant \| 1 \| 1 \| 6 \| 7 \| 15 \| 8 \| \| Flandre occidentale \| 0 \| 0 \| 1 \| 8 \| 9 \| 1 \| \| Flandre orientale \| 1 \| 3 \| 5 \| 1 \| 10 \| 9 \| \| Hainaut \| 0 \| 0 \| 9 \| 3 \| 12 \| 9 \| \| Liège \| 1 \| 6 \| 9 \| 0 \| 16 \| 16 \| \| Limbourg \| 0 \| 1 \| 5 \| 0 \| 6 \| 6 \| \| Luxembourg \| 0 \| 0 \| 1 \| 0 \| 1 \| 1 \| \| Namur \| 0 \| 0 \| 3 \| 2 \| 5 \| 3 \| \| Total \| 9 \| 18 \| 44 \| 27 \| 98 \| 71 \| |    |    |     |                         |       |
| Province | DH | D1 | P  | N-I | Total séries nationales | Part' |
| Anvers | 6 | 6  | 6  | 6   | 24                      | 18    |
| Brabant | 1 | 1  | 6  | 7   | 15                      | 8     |
| Flandre occidentale | 0 | 0  | 1  | 8   | 9                       | 1     |
| Flandre orientale | 1 | 3  | 5  | 1   | 10                      | 9     |
| Hainaut | 0 | 0  | 9  | 3   | 12                      | 9     |
| Liège | 1 | 6  | 9  | 0   | 16                      | 16    |
| Limbourg | 0 | 1  | 5  | 0   | 6                       | 6     |
| Luxembourg | 0 | 0  | 1  | 0   | 1                       | 1     |
| Namur | 0 | 0  | 3  | 2   | 5                       | 3     |
| Total | 9 | 18 | 44 | 27  | 98                      | 71    |

#### Clubs non-insctrits
Les cercles sont rangés dans l'ordre croissant des numéros de matricule.
- Division d'Honneur (5): Union St-Gilloise SR, R. CS Brugeois, RC Mechelen KM, K. Liersche SK, White Star AC.
- Division 1 (10): R. FC Brugeois, R. Racing CB, R. Uccle Sport, SC Anderlechois, Cappellen FC, SV Blankenberge, CS La Forestoise, AS Ostendaise KM, CS Schaerbeek, Hoboken SK.
- Promotion (12): R. Courtrai Sport, R. Charleroi SC, K. VG Oostende, SV Audenarde, CS Couillet, Daring Club Blankenberge, Union Sarthoise Auvelais, Stade Courtrai, Hemiksem AC, Nielsche AC, FC Châtelineau, Moignelée Sports.

### Deux tours "provinciaux", puis Division d'Honneur au3etour
En raison du nombre d'inscrits (71), l'URBSFA organise l'épreuve avec deux tours de délayage afin d'arriver au nombre de 32 participants pour le 3e tour équivalent aux 1/16e de finale, niveau où entrent en lice les 9 cercles de Division d'Honneur.
Les deux premiers tours ne concernent que les formations de Promotion et de Division 1. Ils sont joués entre clubs d'une même province, ou dans quelques cas de provinces contiguës.
Deux équipes issues du Premier tour sont exemptées du Deuxième tour.

## Légende
- (H) = signifie qu'à cette époque, le club évoluait en Division d'Honneur.
- (I) = signifie qu'à cette époque, le club évoluait alors en Division 1 (D2).
- (P) = signifie qu'à cette époque, le club évoluait alors en Promotion (D3).

|  | Clubs qualifiés pour le tour suivant |

: indique que le club a été relégué dans la division renseignée à la fin de la saison précédente
: indique que le club a été promu dans la division renseignée à la fin de la saison précédente
« Toss »: qualification acquise après un tirage au sort (jet d'une pièce).
« ???? »: la raison de la qualification (forfait, toss, match rejoué,...) n'est connue avec certitude.

## Premier tour
36 clubs engagés (18 rencontres).
- 10 formations de Division 1 et 26 de Promotion.
  - On enregistre des surprises avec les éliminations d'Oude God et de Montegnée.
  - Turnhoutse SK HIH est le 3e cercle de D1 à passer la trappe des œuvres de son rival local, au prix d'un cinglant 0-7.
  - Le carton de ce tour est réalisé par Waterschei, les "Thorians" punissent "Den Hawaï" 11-1 !

| Dates      | Tour | N° | Visités                                  | Visiteurs                   | Score final | Remarques |
| ---------- | ---- | -- | ---------------------------------------- | --------------------------- | ----------- | --------- |
| 24/03/1935 | T1   | 1  | Tubantia FAC (I)                         | FC Duffel (P)               | 4-1         |           |
| 24/03/1935 | T1   | 2  | Schoten SK(P)                            | VV Oude God Sport (I)       | 1-0         |           |
| 24/03/1935 | T1   | 3  | St-Rochus Deurne (P)                     | Herentals SK (P)            | 0-2         |           |
| 24/03/1935 | T1   | 4  | Turnhoutse SK HIH (I)                    | FC Turnhout (I)             | 0-7         |           |
| 24/03/1935 | T1   | 5  | SC Louvain (P)                           | RC Tirlemont (I)            | 2-3         |           |
| 24/03/1935 | T1   | 6  | RC Tournaisien (P)                       | US Tournaisienne (P)        | 3-1         |           |
| 24/03/1935 | T1   | 7  | Olympic Club Charleroi (P)               | US du Centre (P)            | 0-2         |           |
| 24/03/1935 | T1   | 8  | Cercle des Sports Marchienne-Monceau (P) | US Gilly (P)                | 2-3         |           |
| 24/03/1935 | T1   | 9  | SC Eendracht Aalst (P)                   | St-Niklaassche SK (P)       | 2-1         |           |
| 24/03/1935 | T1   | 10 | Knokke FC (P)                            | ARA Temondoise (I)          | 4-5         |           |
| 24/03/1935 | T1   | 11 | R. SC Theux (P)                          | R. FC Liégeois (I)          | 2-3         |           |
| 24/03/1935 | T1   | 12 | R. CS Verviétois (I)                     | RC Vottem (P)               | 5-1         |           |
| 24/03/1935 | T1   | 13 | R. Union Hutoise FC (P)                  | Racing FC Montegnée (I)     | 3-1         |           |
| 24/03/1935 | T1   | 14 | AS Herstalienne SR (I)                   | FC Bressoux (P)             | 2-0         |           |
| 24/03/1935 | T1   | 15 | Union Momalloise (P)                     | Milmort FC (P)              | 7-3         |           |
| 24/03/1935 | T1   | 16 | St-Truidense VV(P)                       | R. Excelsior FC Hasselt (P) | 3-2         |           |
| 24/03/1935 | T1   | 17 | Waterschei SV THOR (P)                   | Hasseltse VV (P)            | 11-1        |           |
| 24/03/1935 | T1   | 18 | Namur Sports(P)                          | CS Andennais (P)            | 4-1         |           |

## Deuxième tour
44 clubs engagés: 18 qualifiés du "Premier tour" + 26 qui débutent la compétition ( 21 rencontres) et 2 formations exemptées.
- 15 clubs de Division 1 et 29 de Promotion.
  - On note l'exploit de l'Eendracht Alost qui sort La Gantoise.
  - Par ailleurs, la belle prestation du RC Tournaisien qui éliminé l'US du Centre. En championnat de Promotion, les "Rats" n'ont terminé que 9e dans la série "A" alors que les "Pierrots" ont remporté la "C".
  - La rencontre entre l'Union Momalloise et Amay Sportif n'est pas allée à son terme. Furieux envers la prestation de l'arbitre, les Amaytois quittèrent la pelouse et refusèrent de poursuivre la partie. Logiquement, Momalle obtint sa qualification sur "tapis vert".

| Dates      | Tour | N° | Visités                    | Visiteurs                      | Score final | Remarques |
| ---------- | ---- | -- | -------------------------- | ------------------------------ | ----------- | --------- |
| 31/03/1935 | T2   | 1  | Tubantia FAC (I)           | Boom FC (I)                    | 4-0         |           |
| 31/03/1935 | T2   | 2  | FC Turnhout (I)            | Ternesse VV Wommelgem (P)      | 4-2         |           |
| 31/03/1935 | T2   | 3  | Schoten SK (P)             | Herentals SK (P)               | 3-1         |           |
| 31/03/1935 | T2   | 4  | RC Borgerhout (I)          | FC Vlug&Vrij Bornem (P)        | 6-2         |           |
| 31/03/1935 | T2   | 5  | Hoger Op Diest (P)         | CS St-Josse (P)                | 1-2         |           |
| 31/03/1935 | T2   | 6  | RC Tirlemont (I)           | Vilvorde FC (P)                | 4-1         |           |
| 31/03/1935 | T2   | 7  | R. Stade Louvaniste (P)    | Victoria FC Louvain (P)        | 9-3         |           |
| 31/03/1935 | T2   | 8  | R. FC Renaisien (I)        | R. RC Wetteren (P)             | 3-1         |           |
| 31/03/1935 | T2   | 9  | ARA Termondoise (I)        | R. AS Renaisienne (P)          | 3-1         |           |
| 31/03/1935 | T2   | 10 | SC Eendracht Aalst (P)     | ARA La Gantoise (I)            | 2-1         |           |
| 31/03/1935 | T2   | 11 | R. AEC Mons (P)            | Châtelineau Sport (P)          | 3-2         |           |
| 31/03/1935 | T2   | 12 | RC Tournaisien (P)         | US du Centre (P)               | 2-0         |           |
| 31/03/1935 | T2   | 13 | Union Jemappes (P)         | US Gilly (P)                   | 0-2         |           |
| 31/03/1935 | T2   | 14 | Union Momalloise (P)       | Club Amay Sportif (P)          | 2-0         | arrêté    |
| 31/03/1935 | T2   | 15 | R. FC 1904 Malmundaria (P) | La Jeunesse d'Eupen (P)        | 3-0         |           |
| 31/03/1935 | T2   | 16 | AS Herstalienne SR (I)     | R. Tilleur FC (I)              | 1-5         |           |
| 31/03/1935 | T2   | 17 | R. FC Liégeois (I)         | R. CS Verviétois (I)           | 2-4         |           |
| 31/03/1935 | T2   | 18 | Stade Waremmien FC (I)     | R. FC Sérésien (I)             | 8-1         |           |
| 31/03/1935 | T2   | 19 | Patria FC Tongeren (I)     | St-Truidense VV (P)            | 6-4         |           |
| 31/03/1935 | T2   | 20 | Waterschei SV THOR (P)     | Genk VV (P)                    | 2-1         |           |
| 31/03/1935 | T2   | 21 | R. Jeunesse Arlonaise (P)  | Wallonia Association Namur (P) | 4-3         |           |
| -          | T2   | x  | R. Union Hutoise FC (P)    |                                | Bye         |           |
| -          | T2   | x  | R. Namur Sports (P)        |                                | Bye         |           |

## Précisions «montées» et «descentes»
Dans les tableaux de cette page, les symboles () et () renseignent les clubs étant montés ou descendus de division AU DEBUT de la saison.
Mais cette Coupe de Belgique 1934-1935 se déroule APRES la tenue des championnats et certaines « vérités » ont évolué. Si la majorité des mutations restent valables pour la saison suivante, il est bon de savoir que R. CS St-Josse et l'Union Momalloise, qui atteignent le 3e tour de la Coupe ont terminé en position de relgéués et évolueront en « 2e Provinciale » en 1935-1936. De son côté, le RC Borgerhout a été renvoyé en Promotion après avoir terminé dernier de la « Division 1 Série A ». Les trois autres descendants de D1 vers la Promotion sont le R. FC Liégeois, Turnhoutsche SK HIH et le K. SV Blankenberge (celui-ci non-inscrit en Coupe).
Châtelineau Sport, éliminé au 2e tour, a également terminé en position de relégué en championnat.
Les quatre champions de Promotion admis en Division 1 sont le K. VG Oostende (non-inscrit en Coupe), le FC Duffel, l'US du Centre et THOR Waterschei. Les champions de D1 (R. SC Anderlechtois et R. FC Brugeois) ne participent pas à la Coupe.
Les deux descendants de Division d'Honneur à la fin de cette saison sont le R. RC de Gand et Belgica FC Edegem.

## Seizièmes de finale
32 clubs engagés: 23 qualifiés du Deuxième tour + 9 de Division d'Honneur qui entrent en lice (16 rencontres)
- 9 clubs de Division d'Honneur, 13 de Division 1 et 10 de Promotion.
  - A une ou deux exceptions près, la plupart des rencontres s'avèrent très serrées. Les "petits" font mieux que se défendre.
  - Les cercles de "Division d'Honneur" franchissent tous les cap, excepté Edegem éliminé par un autre club de DH. Toutefois, le RC de Gand n'élimine l'Eendracht Alost qu'à la suite du jet de pièce après un partage.

| Dates      | Tour  | N° | Visités                    | Visiteurs              | Score final | Remarques |
| ---------- | ----- | -- | -------------------------- | ---------------------- | ----------- | --------- |
| 07/04/1935 | 1/16e | 1  | R. FC Renaisien (I)        | R. Antwerp FC (DH)     | 1-4         |           |
| 07/04/1935 | 1/16e | 2  | R. Union Hutoise FC (P)    | R. FC Malinois (DH)    | 4-6         |           |
| 07/04/1935 | 1/16e | 3  | R. Namur Sports (P)        | Patria FC Tongeren (I) | 3-1         |           |
| 07/04/1935 | 1/16e | 4  | R. RC de Gand (DH)         | SC Eendracht Aalst (P) | 1-1         | Toss      |
| 07/04/1935 | 1/16e | 5  | K. Berchem Sport (DH)      | US Gilly (P)           | 3-2         |           |
| 07/04/1935 | 1/16e | 6  | FC Turnhout (I)            | Daring CB SR (DH)      | 3-5         |           |
| 07/04/1935 | 1/16e | 7  | KM Lyra (DH)               | Stade Waremmien FC (I) | 9-2         |           |
| 07/04/1935 | 1/16e | 8  | R. Standard CL (DH)        | RC Tirlemont (I)       | 2-1         |           |
| 07/04/1935 | 1/16e | 9  | R. Jeunesse Arlonaise (P)  | R. AEC Mons(P)         | 3-4         |           |
| 07/04/1935 | 1/16e | 10 | RC Tournaisien (P)         | Tubantia FAC (I)       | 1-3         |           |
| 07/04/1935 | 1/16e | 11 | R. Stade Louvaniste (P)    | ARA Termondoise (I)    | 3-4         |           |
| 07/04/1935 | 1/16e | 12 | CS St-Josse (P)            | Schoten SK (P)         | 2-1         |           |
| 07/04/1935 | 1/16e | 13 | R. Beerschot AC (DH)       | Belgica FC Edegem (DH) | 5-1         |           |
| 14/04/1935 | 1/16e | 14 | R. Tilleur FC (I)          | R. CS Verviétois (I)   | 2-1         |           |
| 14/04/1935 | 1/16e | 15 | R. FC 1904 Malmundaria (P) | Waterschei SV THOR (P) | 4-2         |           |
| 14/04/1935 | 1/16e | 16 | RC Borgerhout (I)          | Union Momalloise (P)   | 3-2         |           |

## Huitièmes de finale
16 équipe engagées (qualifiés des 1/16e) (8 rencontres)
- 8 clubs de Division d'Honneur, 4 de Division 1 et 4 de Promotion.
  - Les exploits sont pour le RC Borgerhout (qui sort le 'RC de Gand) et l'Albert de Mons (qui élimine Termonde).
  - Tilleur se rappelle au bon souvenir de l'élite qu'elle a quittée un an plus tôt en prenant nettement le dessus contre Berchem Sport.
  - Le Beerschot ne fait pas dans la dentelle contre St-Josse !

| Dates      | Tour | N° | Visités                    | Visiteurs             | Score final | Remarques |
| ---------- | ---- | -- | -------------------------- | --------------------- | ----------- | --------- |
| 28/04/1935 | 1/8e | 1  | R. RC de Gand (DH)         | RC Borgerhout (I)     | 0-1         |           |
| 28/04/1935 | 1/8e | 2  | R. Standard CL (DH)        | R. FC Malinois (DH)   | 4-2         |           |
| 28/04/1935 | 1/8e | 3  | R. AEC Mons (P)            | ARA Termondoise (I)   | 6-0         |           |
| 28/04/1935 | 1/8e | 4  | Tubantia FAC (I)           | Daring CB SR (DH)     | 1-3         |           |
| 05/05/1935 | 1/8e | 5  | R. Beerschot AC (DH)       | CS St-Josse (P)       | 10-0        |           |
| 05/05/1935 | 1/8e | 6  | R. FC 1904 Malmundaria (P) | R. Antwerp FC (DH)    | 0-6         |           |
| 05/05/1935 | 1/8e | 7  | R. Tilleur FC (I)          | K. Berchem Sport (DH) | 3-0         |           |
| 05/05/1935 | 1/8e | 8  | R. Namur Sports (P)        | KM Lyra (DH)          | 1-4         |           |

## Quarts de finale
8 équipes engagées: (qualifiés des 1/8e) (4 rencontres)
- 5 clubs de Division d'Honneur, 2 de Division 1 et 1 de Promotion.

| Dates      | Tour | N° | Visités           | Visiteurs            | Score final | Remarques |
| ---------- | ---- | -- | ----------------- | -------------------- | ----------- | --------- |
| 19/05/1935 | 1/4  | 1  | R. AEC Mons (P)   | R. Antwerp FC (DH)   | 2-1         |           |
| 19/05/1935 | 1/4  | 2  | Daring CB SR (DH) | R. Beerschot AC (DH) | 2-0         |           |
| 19/05/1935 | 1/4  | 3  | R. Tilleur FC (I) | R. Standard CL (DH)  | 1-0         |           |
| 19/05/1935 | 1/4  | 4  | RC Borgerhout (I) | KM Lyra (DH)         | 2-6         |           |

## Demi-finales
4 équipes engagées: (qualifiés des 1/4) (2 rencontres)
- 2 clubs de Division d'Honneur, 1 de Division 1 et 1 de Promotion.

Au tirage au sort, les cercles de l'élite s'évitent et franchissent le dernier obstacle sans trop de difficultés.
| Dates      | Tour | N° | Visités           | Visiteurs         | Score final | Remarques |
| ---------- | ---- | -- | ----------------- | ----------------- | ----------- | --------- |
| 26/05/1935 | 1/2  | 1  | R. AEC Mons (P)   | Daring CB SR (DH) | 0-4         |           |
| 26/05/1935 | 1/2  | 2  | R. Tilleur FC (I) | KM Lyra (DH)      | 0-5         |           |

## Finale
La finale se joua sur le terrain du Daring, mais les "Rouge et Noir" n'en tirèrent pas un net avantage. En effet, la rencontre, très intense resta en permanence en équilibre et les Daringmen durent puiser dans leurs ressources et leur talent pour devenir le 3e club bruxellois à conquérir le trophée.
| 2 juin 1935 | Daring CB SR                                         | 3-2   | KM Lyra                             | stade Charles Malis, Molenbeek                       |                                                      |
| 16h00       | M. Mondelé (1-0) · M. Mondelé (2-1) · F. Buyle (3-2) | (2-2) | J. Lemmens (1-1) · J. Lemmens (2-2) | Spectateurs : +/- 4 000 Arbitrage : M. John Langenus | Spectateurs : +/- 4 000 Arbitrage : M. John Langenus |

| Daring CB | Lyra |

| Daring CB :  |                  |  |  |
|              |                  |  |  |
| G            | Émile Rooms      |  |  |
| D            | Jean Keurvels    |  |  |
| D            | Albert Heremans  |  |  |
| M            | Charles Teuninck |  |  |
| M            | Jos Van Ingelgem |  |  |
| M            | Pierre De Vidts  |  |  |
| A            | Léon Torfs       |  |  |
| A            | Marius Mondelé   |  |  |
| A            | Robert Lamoot    |  |  |
| A            | Charles Poelman  |  |  |
| A            | Fernand Buyle    |  |  |
| Entraîneur : |                  |  |  |
|              |                  |  |  |

| Lyra :       |                    |  |  |
|              |                    |  |  |
| G            | René Dierckx       |  |  |
| D            | August Goossens    |  |  |
| D            | Frans Van Dessel   |  |  |
| D            | Ernest Smits       |  |  |
| D            | Maurice Bovyn      |  |  |
| M            | Alfons Leys        |  |  |
| M            | Gustaaf Crockaerts |  |  |
| A            | Frans Schuermans   |  |  |
| A            | Jozef Lemmens      |  |  |
| A            | Gustaaf Provo      |  |  |
| A            | Toon Franckx       |  |  |
| Entraîneur : |                    |  |  |
|              |                    |  |  |

## Statistiques

### Générales
- Nombre de finales jouées : 5 - (19 buts marqués)
  - Nombre de finales avec prolongation : 1 (1 but marqué)
  - Nombre de finales avec tirs au but : 0
- Joueurs expulsés lors en finale : 3
- Clubs participant aux finales
  - Clubs de la plus haute division : 9
  - Clubs de deuxième division : 0
  - Clubs de troisième division : 1

### Par provinces
| # | Provinces                       | Vainqueurs | Finalistes | Total |
| - | ------------------------------- | ---------- | ---------- | ----- |
| 1 | Province d'Anvers               | 0          | 2          | 2     |
| 2 | Province de Brabant -           | 4          | 0          | 4     |
| 3 | Province de Flandre-Occidentale | 1          | 2          | 3     |
| 4 | Province de Flandre-Orientale   | 0          | 1          | 1     |
| 5 | Province de Hainaut             | 0          | 0          | 0     |
| 6 | Province de Liège               | 0          | 0          | 0     |
| 7 | Province de Limbourg            | 0          | 0          | 0     |
| 8 | Province de Luxembourg          | 0          | 0          | 0     |
| 9 | Province de Namur               | 0          | 0          | 0     |

| # | Provinces                   | Victoires | Place de finaliste | Total |
| - | --------------------------- | --------- | ------------------ | ----- |
| 1 | Province du Brabant flamand | 0         | 0                  | 0     |
| 2 | Province de Brabant wallon  | 0         | 0                  | 0     |
| 3 | Bruxelles                   | 4         | 0                  | 4     |

### Clubs avec plus d'une victoire
Union St-Gilloise: 2